# Michel de la Chenelière
Michel de la Chenelière, de son nom complet Michel Ernoul de la Chenelière, né le 24 mars 1949 à Évreux, est un éditeur, un homme d'affaires et un philanthrope canadien. Il est le fondateur de la maison d'édition Chenelière Éducation. Depuis 2008, il agit comme philanthrope pour soutenir l’éducation et l’art.

## Biographie
Michel Ernoul de la Chenelière est le fils d'Hervé Ernoul de La Chenelière et de Ghislaine Gaillard de Saint-Germain.
En 1969, il quitte la France et s’établit à Montréal au Canada. Le 6 mai 1975, il obtient la nationalité canadienne.
En 1984, il fonde la maison d'édition Les Éditions de la Chenelière qui publie des ouvrages pédagogiques de la maternelle à l’université. En 1998, il met sur pied La Fondation de la Chenelière pour soutenir l’éducation. En 2006, il vend son entreprise, devenue Chenelière Éducation, à TC Transcontinental et il se consacre à des activités de philanthropie.
Un premier don de la Fondation de la Chenelière au Musée des beaux-arts de Montréal (MBAM) permet l'aménagement en 2012 des Studios Art & Éducation Michel de la Chenelière et le lancement en 2013 du programme de prix et bourses Michel de la Chenelière.
Un deuxième don au MBAM permet de rassembler ses programmes éducatifs, culturels, socio-communautaires et d’art-thérapie dans L’Atelier International d’éducation et d’art-thérapie Michel de la Chenelière,, au sein du cinquième bâtiment du MBAM, le Pavillon pour la Paix Michal et Renata Hornstein,, inauguré en 2016.
De 2017 à 2019, Michel de la Chenelière est vice-président du conseil d’administration (CA) du MBAM et, de 2019 à 2020, il y siège en tant que 33e président du CA. En 2023, il est nommé gouverneur émérite du MBAM.
Depuis 2017, il est le président du comité de développement de MU Montréal, un organisme de bienfaisance voué à transformer l’espace public montréalais par la réalisation de murales.

### Vie privée
Il est père de deux filles : Véronik de la Chenelière et Evelyne de la Chenelière.

## Distinctions
- 2012 Chevalier de l’Ordre royal du Cambodge, Cambodge.
- 2013 Prix Arts-Affaires de Montréal[10],[11] de la Chambre de commerce du Montréal métropolitain et du Conseil des Arts de Montréal.
- 2016 Personnalité de la semaine du quotidien La Presse[12].
- 2017 Chevalier de l’Ordre national du Québec, Québec[13].
- 2017 Chevalier de l’Ordre des Arts et des Lettres, République française[14].
- 2017 Chevalier de l’Ordre de Montréal (qui, jusqu'en 2016, s'appelait l'Académie des Grands Montréalais)[15].
- 2017 Lauréat du Prix Camille Laurin de l'Office québécois de la langue française[16].
- 2018 Médaille du cent-cinquantenaire du Sénat du Canada.
- 2018 Prix d'excellence en philanthropie de l'Association des musées canadiens[17].
- 2018 Membre de l'Ordre du Canada[18].
- 2019 Doctorat Es Lettre Honoris Causa de l'Université McGill[19].
- 2021 Compagnon de l'Ordre des arts et des lettres du Québec[20].

## Publication
Rollans, Glenn et de la Chenelière, Michel, Étude du secteur canadien de l'édition de manuels scolaires destinés aux élèves de la maternelle au secondaire, Patrimoine Canada, août 2010, 108 pages [lire en ligne]